# Skyskrapa

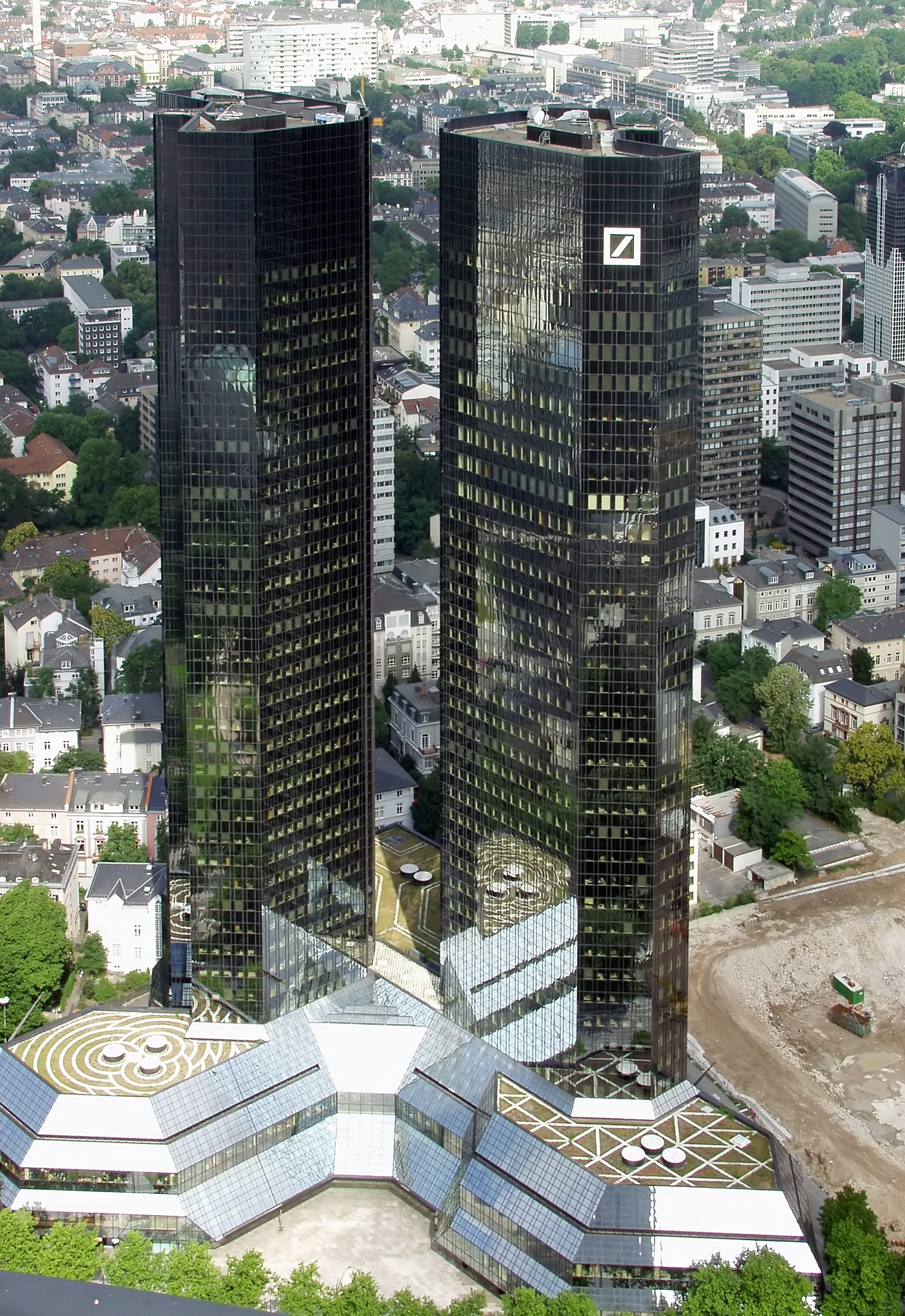
Skyskrapor i Frankfurt am Main. Staden kallas ibland för Mainhattan.

En skyskrapa är ett kontinuerligt beboeligt fristående höghus som är betydligt högre än omgivande byggnader.
Ordet syftar på att byggnaden tycks så hög att den "skrapar vid skyn". Både på engelska (skyscraper) och svenska (sedan 1833) har ordet först används som en synonym till det högt på masten sittande seglet skejsel (skysail), för att på 1890-talet även börja användas om byggnader.

## Definition
Det finns ingen entydig, överenskommen definition av exakt hur hög en byggnad skall vara för att kunna kallas en skyskrapa. Man brukar säga att huset skall höja sig märkbart över sin omgivning, vilket innebär att ett 80 meter högt hus i en för övrigt lågbyggd stad kan anses som en skyskrapa, medan det till exempel i Hongkong krävs högre höjder än så.
Organisationen Emporis Standards har däremot för sina statistiksyften definierat att en skyskrapa skall vara minst 100 meter hög. Det finns även ett annat kriterium som idag används i Europa och USA som säger att byggnaden skall vara minst 150 meter högt, om den skall rankas som en skyskrapa.
Ytterligare ett kriterium för att begreppet skyskrapa skall få tillämpas är att byggnaden till större delen skall gå att vistas i, den skall alltså nästan uteslutande vara indelad i våningsplan. Därmed bortses från många höga byggnadsverk som minareter, radiomaster, industribyggnader och torn, som till exempel Eiffeltornet och Tokyo Tower. Skyskrapa är dessutom en delmängd av höghus, vilket av Emporis Standards definieras som ett hus som har minst tolv våningar eller är mer än 35 meter högt.

## Historia

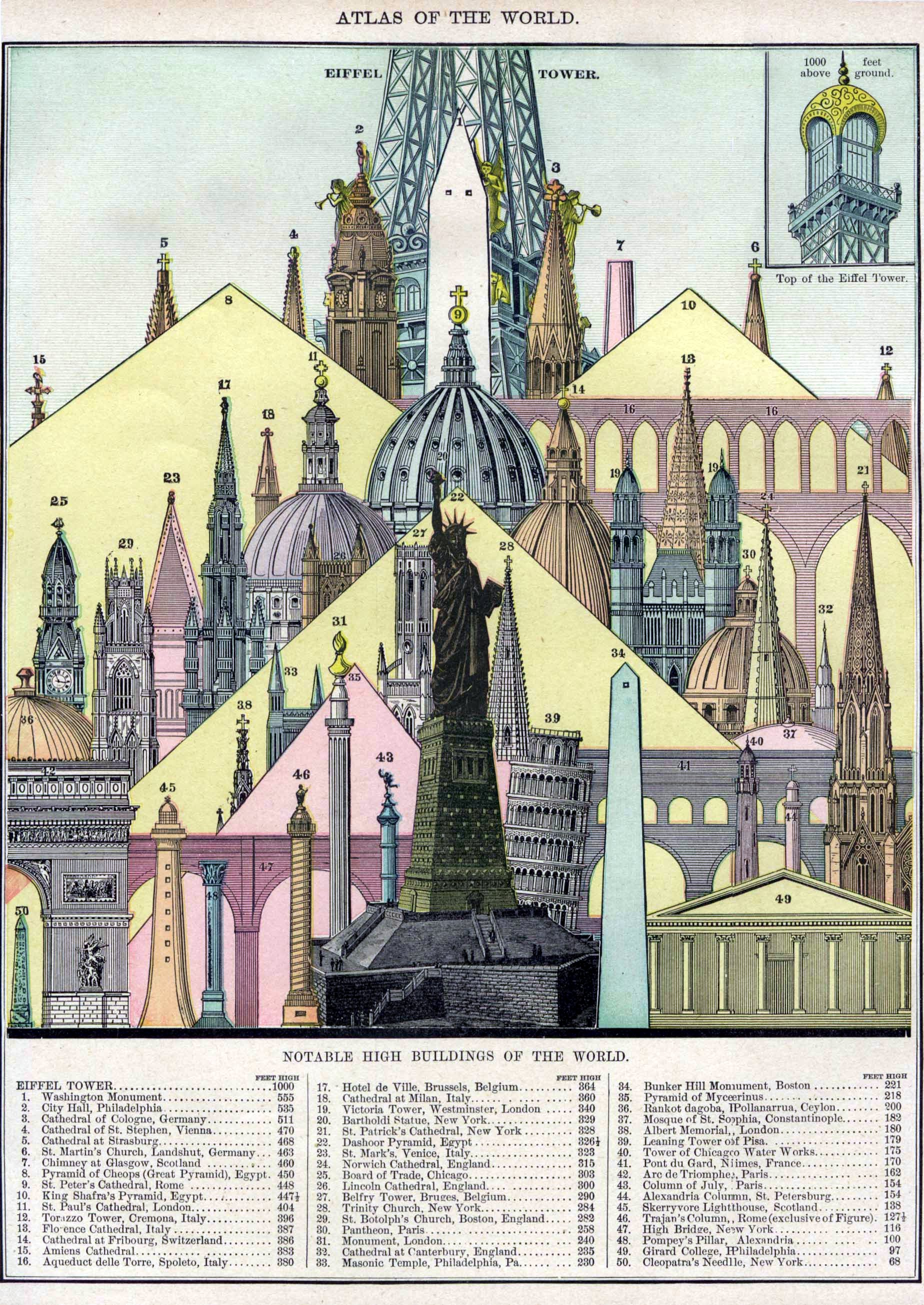
En bild som visar världens högsta byggnader 1896. Klicka på bilden för att förstora.

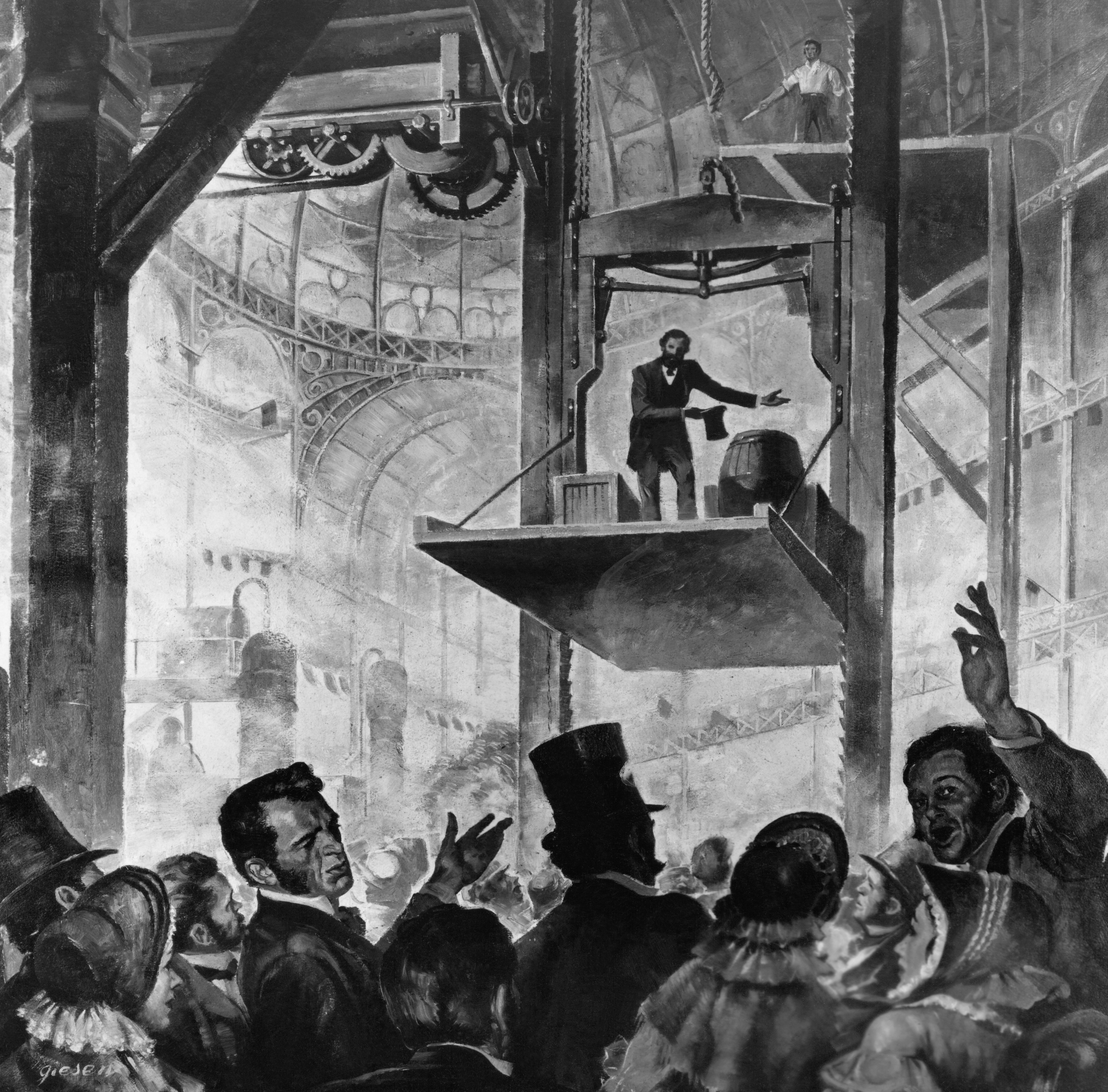
I Kristallpalatset demonstrerade Elisha Otis 1854 sin fallbroms för hissar, denna uppfinning banade väg för byggandet av skyskrapor.

De första skyskraporna byggdes i slutet av 1800-talet i de amerikanska storstäderna Chicago och New York. Skyskrapans tillkomst berodde på flera faktorer, dels hade innerstäderna blivit så stora att det framstod som bättre att bygga högt och centralt än lågt och i periferin, dels hade stål med tillräcklig hållfasthet för höga byggnader tagits fram och framför allt hade hissen uppfunnits. Som världens första skyskrapa brukar Home Insurance Building i Chicago räknas. Den byggdes 1885, var 42 meter hög (tio våningar) och revs år 1931. En av de äldsta bevarade skyskraporna är Reliance Building, byggd 1890–1894, också i Chicago.
Stålstommarna innebar en revolution för möjligheterna att bygga skyskrapor, de första byggnaderna konstruerade efter "stålburs-idén" var Tacoma Building i Chicago och Town Building i New York, båda fullbordades 1889.
Den första moderna skyskrapekonstruktionen (med till exempel aerodynamisk utformning, grundläggning i berggrunden, expresshissar och egen vattenförsörjning) anses vara Woolworth Building, New York, invigd år 1913.

## Höjd
Skyskrapors höjd räknas från mark till spira eller tak. Spiror ska inte förväxlas med master, då master inte räknas med i byggnadshöjden. Ett exempel är Willis Tower (före detta Sears Tower) i Chicago vilken skulle fått behålla epitetet världens högsta byggnad fram tills Burj Dubai uppfördes om man räknat in masten. Men som reglerna föreskriver
räknades istället Taipei 101 och Petronas Towers som de högsta byggnaderna i världen mellan år 1998 och 2007.
En byggnads höjd kan variera kraftigt beroende på dess användningsområde. För bostadshus innebär det ungefär tre meter per våning, medan det för kommersiella byggnader ofta krävs över fyra meter per våningsplan. Ett bra exempel på detta finns att skåda i Sydney, där två av stadens högsta byggnader utgörs av en 60 våningar hög kontorsbyggnad samt en 73 våningar hög bostadsbyggnad. Trots de 13 extra våningarna i bostadshuset skiljer sig byggnadernas höjd med mindre än tre meter.

## Skyskrapor i Europa
I Europa har få skyskrapor byggts. Orsaken är att den största stadstillväxten i Europa skedde på 1800-talet, innan tekniken medgav skyskrapebyggen. De skyskrapor som byggts sedan dess har oftare tillkommit mer av politiska skäl, som ett sätt för myndigheter eller företag att manifestera sin egen storhet, än av den utrymmesbrist som tvingade fram Chicagos och New Yorks skyskrapor. Under efterkrigstiden har dessutom stadsbyggnadsfilosofierna i Europa och USA skilt sig åt; i europeiska länder har stadstillväxten kanaliserats till tätbebyggda förorter (så kallade satellitstäder) med både bostäder och arbetsplatser, medan man i USA har låtit bygga skyskrapor med kontor i innerstäderna och stora villaområden utanför städerna. Europas skyskrapor har vanligen byggts utanför det historiska centrum, eftersom det finns ett motstånd bland historiemedvetna mot skyskrapor.
Ett undantag från detta var i det gamla östblocket, där man ofta byggde ett par skyskrapor i de största städerna som manifestation över makt och teknikens landvinningar. Sådana exempel är Warszawas kulturpalats, Leipzigs universitet och Stalinskraporna.

### Tyskland
Ett undantag från Europas avsaknad av skyskrapor utgörs av Frankfurt am Main som utmärker sig för sina skyskrapor. Detta är unikt i Europa och staden ser inte ut som en europeisk stad utan har i stället ett tydligt amerikanskt utseende. Den är den mest USA-influerade staden i Europa. På grund av sitt utseende har staden också kallats Mainhattan.

### 2000-talet
Byggandet av skyskrapor fick ordentlig fart[när?] i Madrid och Moskva, där Europas högsta skyskrapa OKO med sina 354 meter stod färdig år 2015. Skyskrapan är belägen i den nya stadsdelen Moscow International Business Center där också en handfull andra skyskrapor på över 300 meter byggts eller håller på att färdigställas.

### Sverige

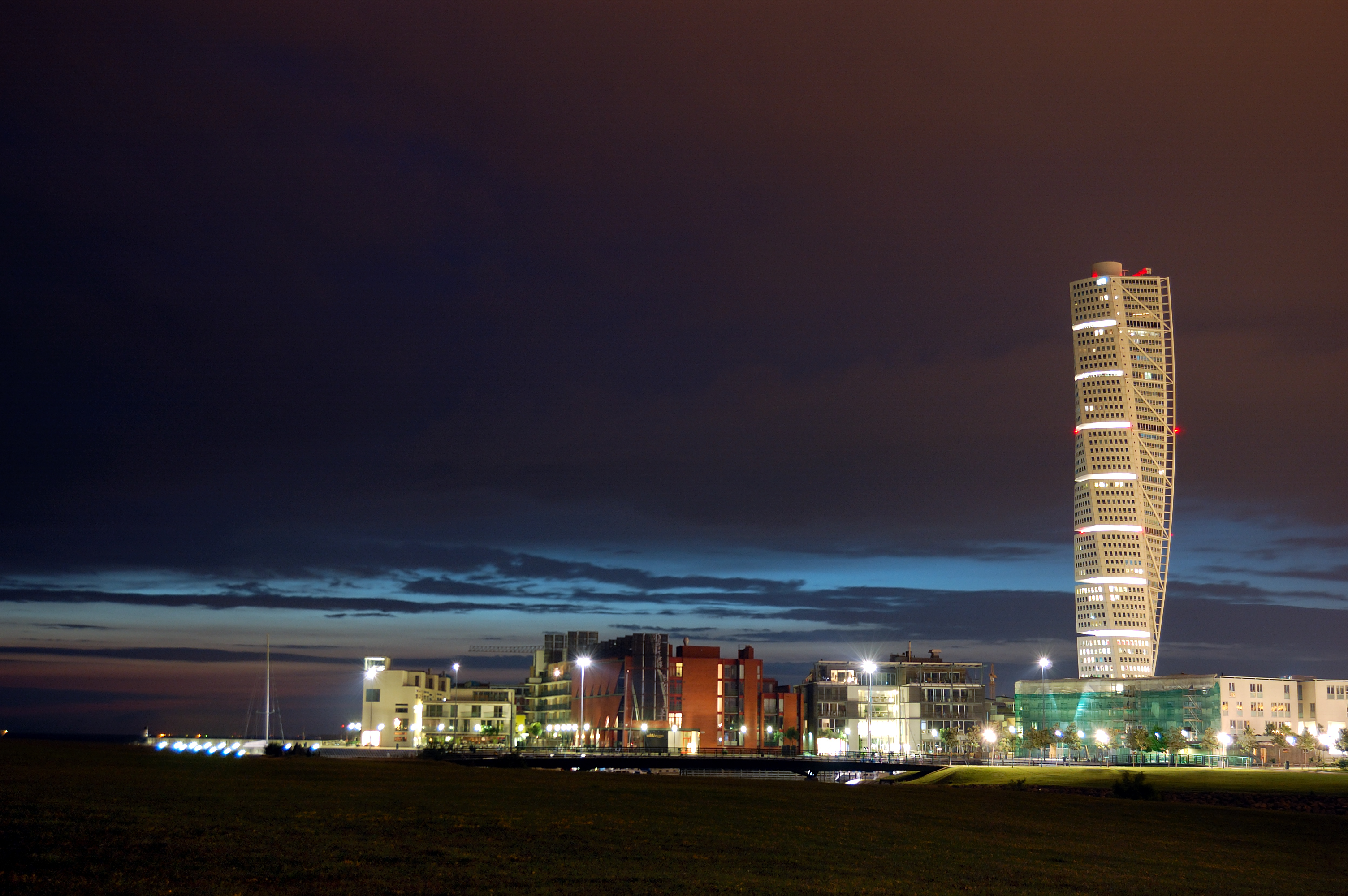
Turning Torso i Malmö reser sig märkbart över de omgivande byggnaderna och är ett landmärke som syns vida omkring.

I Sverige har intresset för att bygga skyskrapor varierat genom tiderna. De första skyskraporna, som byggdes i Sverige, var Kungstornen vid Kungsgatan i Stockholm 1924-25. De kallades då för två höga skyskrapare i planerna av arkitekten Sven Wallander. Tvillingtornen är bägge 60 meter höga. I centrala Göteborg byggdes Otterhall med 56 meters höjd på Otterhällan 1929. Dessa hus ansågs vara moderna uttryck för sin tid och räknas bland Europas första skyskrapor. 
Fram till andra världskriget var höghusbyggandet i Sverige begränsat på grund av rådande ekonomisk depression. Efter kriget tog utvecklingen ny fart i slutet av 1950-talet och början av 1960-talet. I Stockholm byggdes Wennergren Center (74 meter), Skatteskrapan (86 meter), Hötorgsskraporna (61 meter) och Folksamhuset (79 meter) med flera byggnader. I Malmö byggdes Sveriges högsta bostadshus Kronprinsen (82 meter) under tidigt 1960-tal. Därefter avstannade utvecklingen under miljonprogramsåren då man främst koncentrerade sig på standardiserade höghusvarianter om 8-16 våningar. Bara i vissa av fallen är de husen tillräckligt höga för att kunna klassas som skyskrapor.
Under 1970-talet riktades det stark kritik mot skyskrapor, som ansågs bidra till att göra inne- och utemiljön främmande och skrämmande för människan, som var vana vid lägre och småskaligare bebyggelse. "Tätt och lågt" var nyckelord, som gällde till slutet av 1980-talet, då en stark ekonomi gjorde att intresset vaknade på nytt för höghusbebyggelse även i mindre städer. I Sverige byggdes till exempel Skrapan i Västerås med 26 våningar, hotell Sheraton i Malmö med 22 våningar (numera Scandic), Skanskaskrapan med 22 våningar i Göteborg, liksom i Stockholm Söder Torn (cirka 83 meter) med flera byggnader. Finans- och fastighetskrisen i början av 1990-talet bidrog till att luften gick ur många av de tilltänkta projekten.
Under de senaste åren har intresset åter vaknat upp för byggande av nya skyskrapor i Sverige, främst representerade av Turning Torso i Malmö  och Kista Science Tower i Stockholm. Våren 2009 presenterades planerna på uppförandet av en 100 meter hög skyskrapa vid den planerade Citybananstationen i Stockholm och en 120 meter hög skyskrapa i norra Stockholm, Victoria Tower.
Flera svenska skyskrapeprojekt har dock stannat på skrivbordet efter protester, eller för att planerna visat sig ekonomiskt ohållbara, till exempel planerna på att i Göteborg uppföra ett 30-våningshus i stadsdelen Gårda och ett annat i Krokslätt. Andra exempel är planerna på Scandinavian Tower (325 meter inklusive mast) och Malmö Tower (216 meter), båda i Malmö, och Tell Us Tower, en 210 meter hög skyskrapa vid Telefonplan i södra Stockholm.
År 2018 ökade återigen intresset för skrapor i Sverige tack vare de goda konjunkturerna och där ligger Göteborg i framkant när det gäller Sverige. Karlastaden är en ny stadsdel vid Karlavagnsallén på Hisingen under byggnad, som innehåller flera skrapor, där Karlatornet med sina 245 meter "sticker upp". Tornet ska stå klart 2023. Även runt Centralstationen planeras flera skrapor, den så kallade Region City. De ska ligga norr om själva stationen och får troligtvis höjder mellan 80 och 90 meter. I norra Gårda har 2021 byggts en kontorsskrapa – Gårda Vesta – på 97 meter med 25 våningar. Längre söderut har Skanska byggt en skrapa på 144 meter med namnet Citygate, som ska stå klar i slutet av 2022. I anslutning till denna skrapa bygger även NCC/Plazter två skrapor. Den ena, Kineum, mäter 27 våningar och 110 m. Den andre är under projektering. Vid Masthugget/Järntorget ska flera skrapor mellan 25 och 30 våningar byggas. Det blir en blandning av kontor, bostäder och hotell. Ett par av dessa hamnar på en utfyllnad i Göta älv som ska göras. I Stockholm har Tellus-projektet stött på motstånd och det är högst osäkert om projektet blir av alls.

## Skyskrapor i världen
Städer i västvärlden med flest skyskrapor ligger i Australien, USA och Kanada. Under 1990-talet påbörjades en förskjutning mot Asien. Städer som Hongkong, Shanghai, Kuala Lumpur, Manila, Tokyo, Bangkok, Seoul, Dubai och de största kinesiska städerna började bygga skyskrapor och det är i Asien många av de högsta skyskraporna finns idag.

## Byggboom
Det byggs just nu fler skyskrapor i världen än någon annan gång i världshistorien, I USA boomar nu på nytt Chicago för första gången sedan 1970-talet. New York och många andra amerikanska städer har också flera projekt på gång. Största projekten i USA just nu är det nya WTC-området på Manhattan. I Europa har speciellt Madrid påverkats av byggnadsboomen. Den överlägset starkaste boomen på kontinenten hade Moskva. I spåren av finanskrisen avstannade dock byggandet av några mycket höga skyskrapor, däribland Europas högsta byggnad Federationstornet; färdigbyggt 2017. I början av 2010-talet fick de flesta av projekten dock nya medel och byggandet kunde återupptas.
Asien är dock regionen som bygger flest skyskrapor, Kinas byggboom är den största i världshistorien för ett land. Länder som på 1990-talet gick in i ekonomisk kris efter byggboomen då, som Malaysia och Sydkorea, har nu också börjat bygga på nytt.
Städerna som bygger allra mest är Dubai och Shanghai, men även Hongkong. I Dubai finns i dag 17 skyskrapor högre än 300 meter, ett antal som kan komma att öka till över 30 till år 2022. År 2008 började man arbeta på grunden till en skyskrapa på över 1000 meter i Dubai kallad Nakheel Tower. Historien upprepar sig dock och året när världens högsta byggnad Burj Khalifa nådde sin högsta höjd kraschade världsekonomin. Det kommer antagligen inte påbörjas några nya projekt på över 400 meter tills en ny byggboom drar igång, vilket globalt sett kan ta årtionden. Senaste städerna att ta ordentlig fart utanför Kina är Hanoi och Abu Dhabi.

## Världens högsta skyskrapor
Världens högsta skyskrapa är Burj Khalifa, tidigare känt som Burj Dubai under byggtiden i Dubai i Förenade arabemiraten med sina 828 meter, invigd 4 januari 2010. World Trade Center i New York som stod färdigt 1972/1973 och raserades 2001 nådde höjden 417 respektive 415 meter med sina 110 våningar.
Definitionen på byggnadernas höjd i listan nedan är högsta strukturella eller arkitektoniska punkt, vilket inkluderar eventuella spiror, som räknas som en arkitektoniskt viktig del av en byggnads karaktär. Antenner och andra icke arkitektoniska konstruktioner uppe på byggnaderna inräknas inte i höjden. För andra sätt att mäta byggnaders höjd, se Lista över världens högsta byggnader.

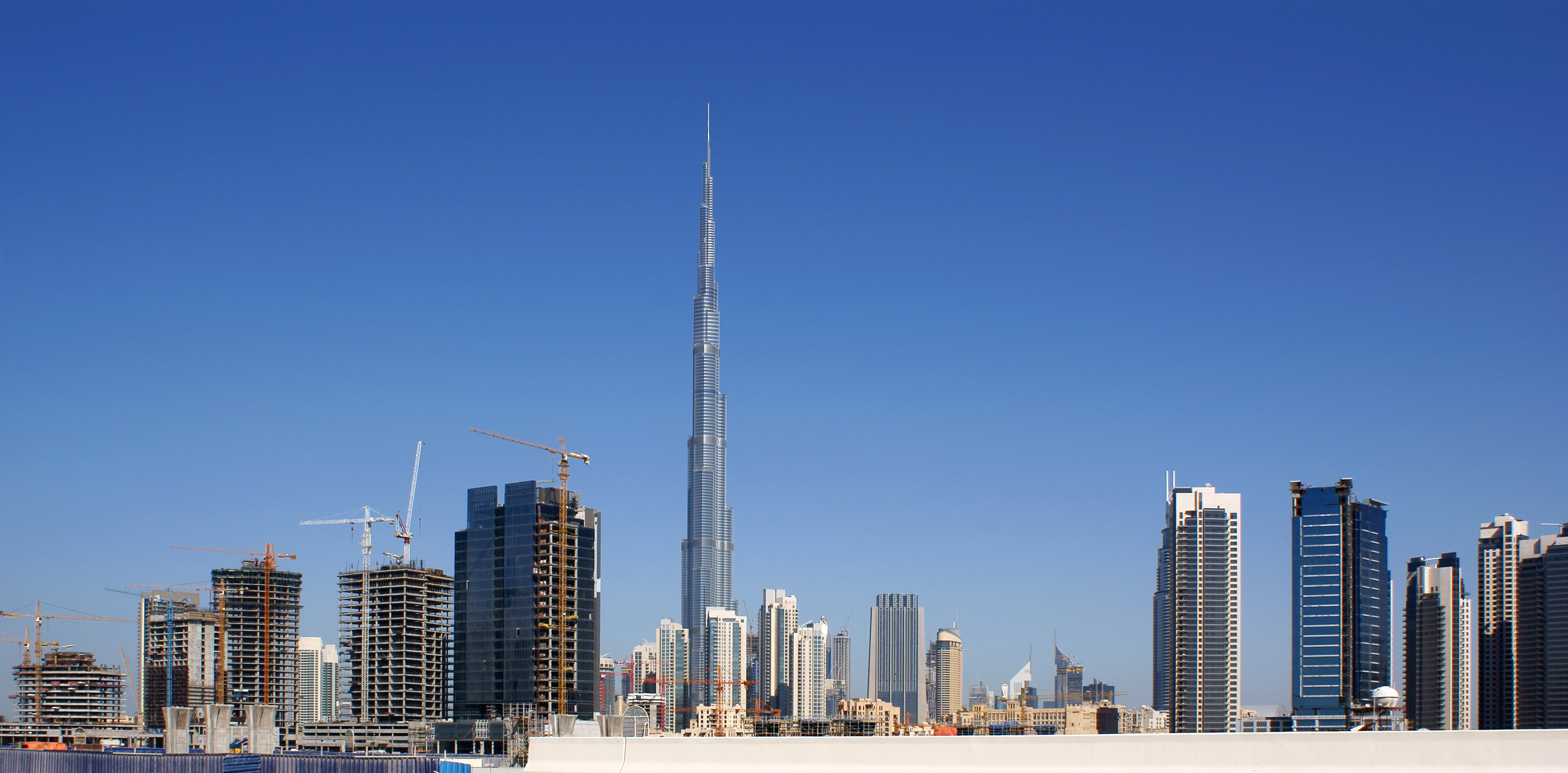
Burj Khalifa, Dubai

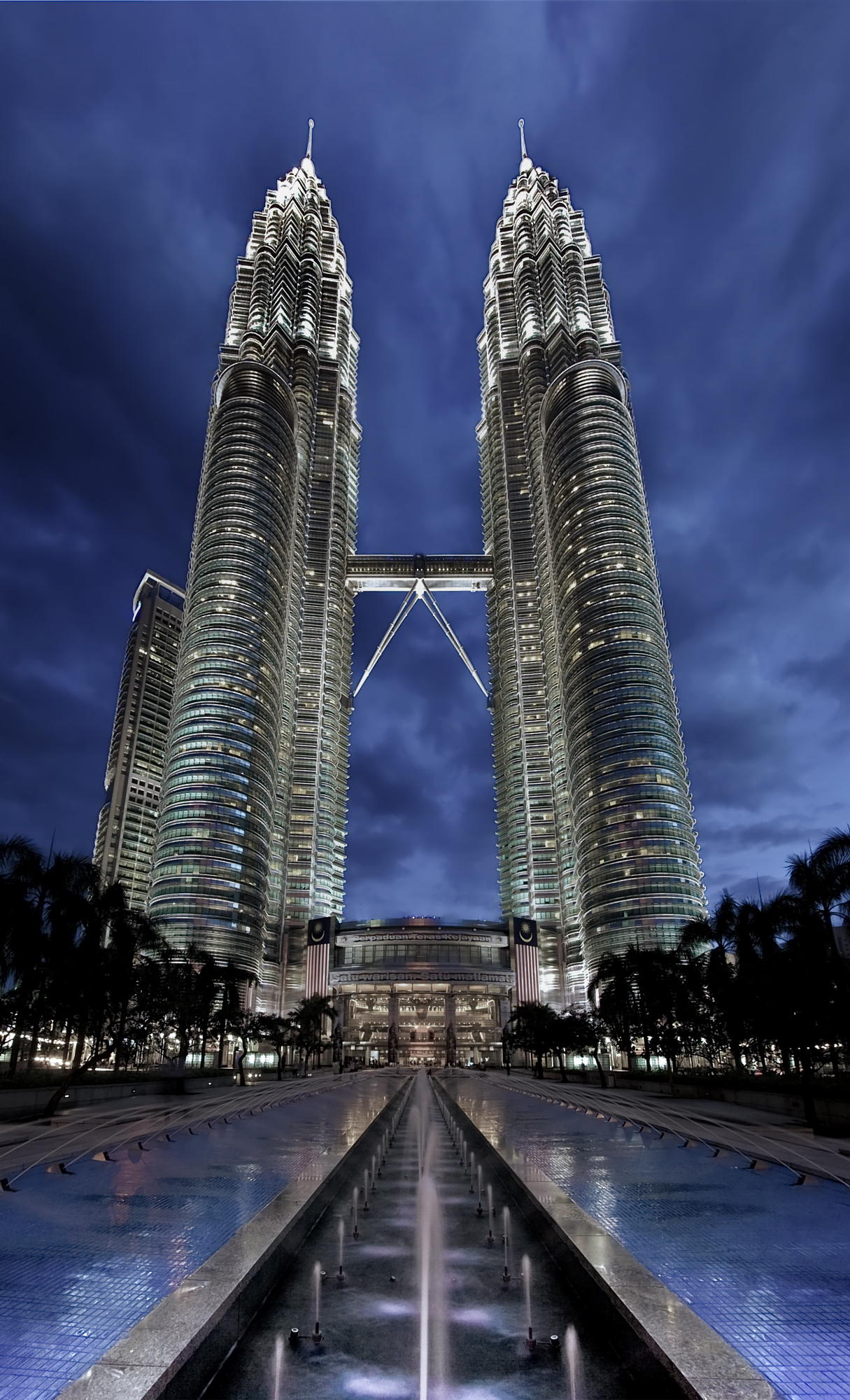
Petronas Twin Towers, Kuala Lumpur

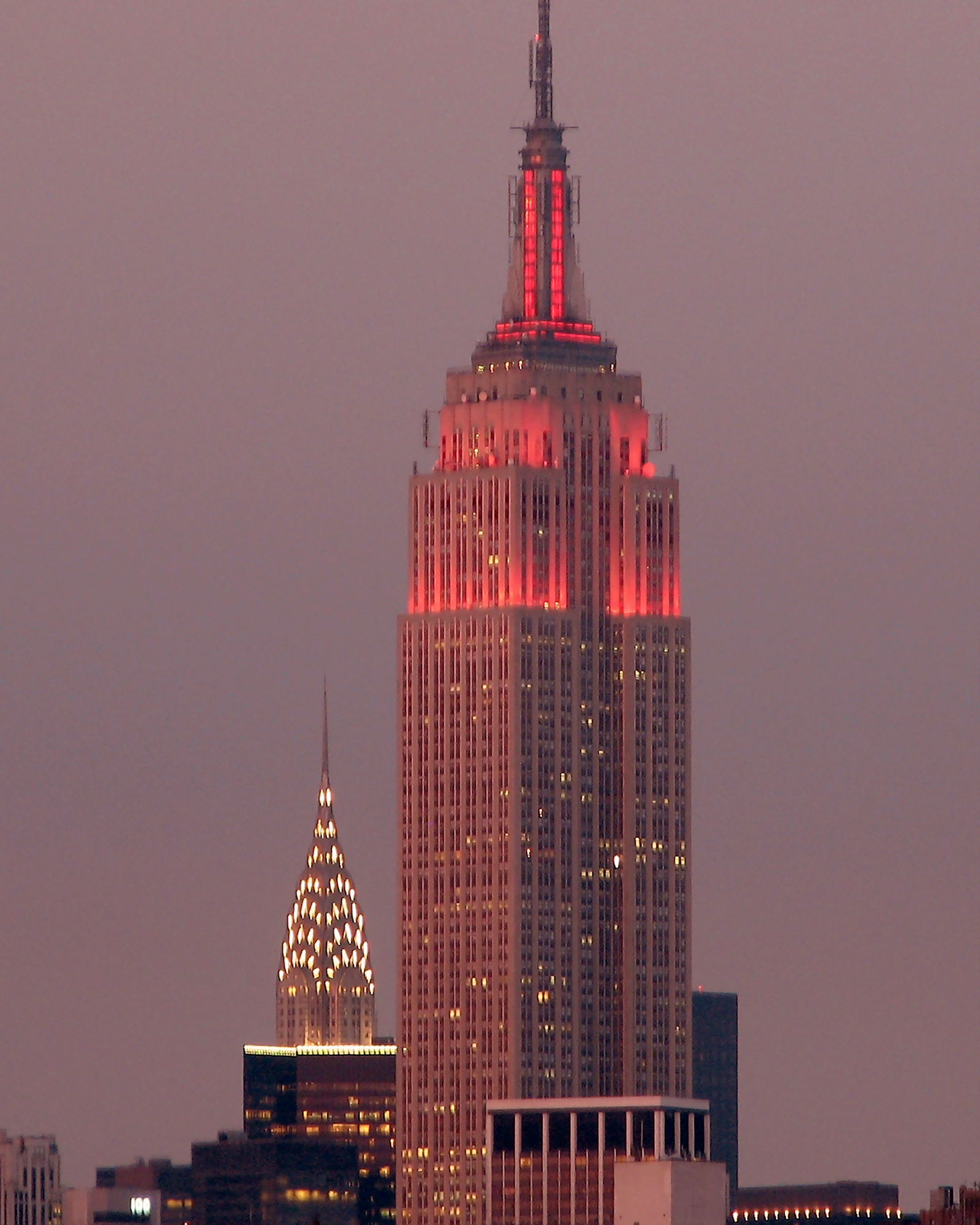
Empire State Building med Chrysler Building i bakgrunden, New York.

| Rank | Byggnad                      | Stad      | Höjd  | Höjd | Våningar | År   |  |
| 1    | Burj Khalifa                 | Dubai     | 828 m |      | 163      | 2010 |  |
| 2    | Shanghai Tower               | Shanghai  | 632 m |      | 121      | 2015 |  |
| 3    | Abraj al-Bayt                | Mekka     | 601 m |      | 120      | 2012 |  |
| 4    | Ping Ann Finance Center      | Shenzhen  | 599 m |      | 115      | 2017 |  |
| 5    | Lotte World Tower            | Seoul     | 556 m |      | 123      | 2017 |  |
| 6    | One World Trade Center       | New York  | 541 m |      | 94       | 2014 |  |
| 7    | Tianjin CTF Finance Centre   | Tianjin   | 530 m |      | 97       | 2020 |  |
| 7    | Guangzhou CTF Finance Centre | Guangzhou | 530 m |      | 111      | 2016 |  |
| 9    | China Zun                    | Peking    | 528 m |      | 108      | 2019 |  |
| 10   | Taipei 101                   | Taipei    | 508 m |      | 101      | 2004 |  |